# Campanula yaltirikii
Campanula yaltirikii är en klockväxtart som beskrevs av Hayri Duman. Campanula yaltirikii ingår i släktet blåklockor, och familjen klockväxter.
Artens utbredningsområde är Turkiet. Inga underarter finns listade i Catalogue of Life.